# Earl of Enniskillen

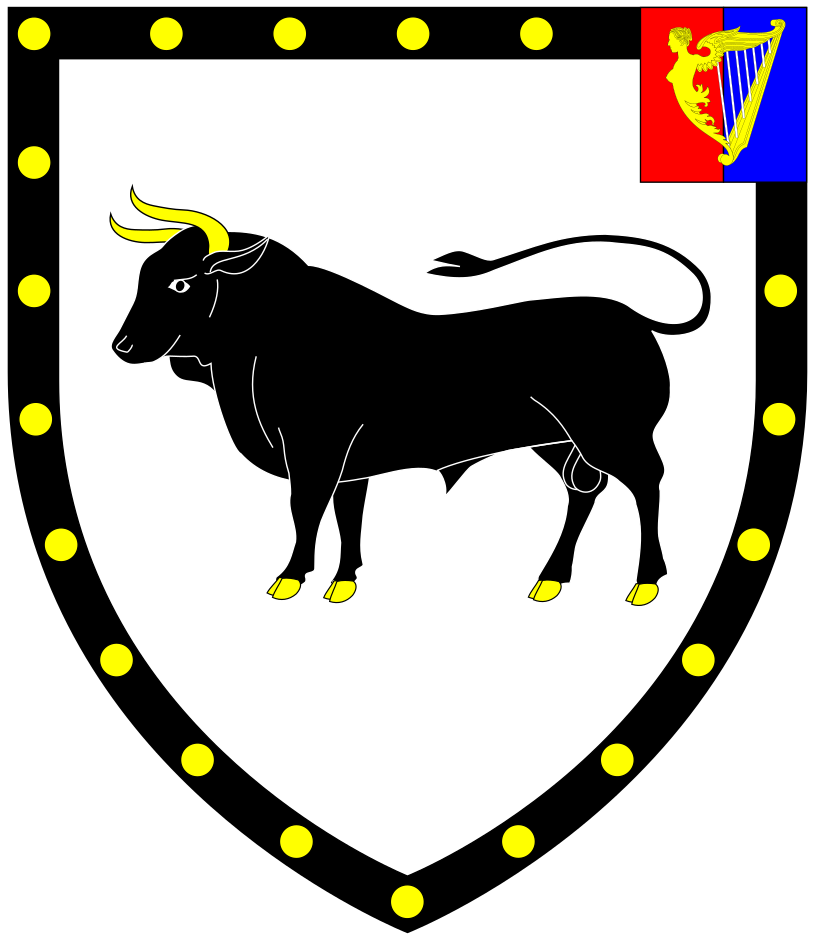
Wappen der Earls of Enniskillen

Earl of Enniskillen ist ein erblicher britischer Adelstitel in der Peerage of Ireland. Der Titel bezieht sich auf den nordirischen Ort Enniskillen im County Fermanagh.

## Verleihung
Der Titel wurde am 18. August 1789 für William Cole, 1. Viscount Enniskillen geschaffen. Er war bereits am 20. Juli 1776, ebenfalls in der Peerage of Ireland, zum Viscount Enniskillen, erhoben worden. Zudem hatte er 1767 von seinem Vater den Titel den Titel 2. Baron Mountflorence, of Florence Court in the County of Fermanagh, geerbt, der diesem am 8. September 1760 in der Peerage of Ireland verliehen worden war.
Seinem Sohn, dem 2. Earl, wurde am 11. August 1815 zudem der Titel Baron Grinstead, of Grinstead in the County of Wiltshire, verliehen. Dieser gehört zur Peerage of the United Kingdom und war im Gegensatz zu den irischen Titeln bis 1999 mit einem Sitz im britischen House of Lords verbunden.
Historischer Familiensitz der Earls war Florence Court im County Fermanagh, das der 5. Earl 1953 an den National Trust veräußerte.
Heutiger Titelinhaber ist seit 1989 dessen Nachfahre Andrew Cole als 7. Earl.

## Liste der Barone Mountflorence und Earls of Enniskillen

### Barone Mountflorence (1760)
- John Cole, 1. Baron Mountflorence (1709–1767)
- William Cole, 2. Baron Mountflorence (1736–1803) (1776 zum Viscount Enniskillen und 1789 zum Earl of Enniskillen erhoben)

### Earls of Enniskillen (1789)
- William Cole, 1. Earl of Enniskillen (1736–1803)
- John Cole, 2. Earl of Enniskillen (1768–1840)
- William Cole, 3. Earl of Enniskillen (1807–1886)
- Lowry Cole, 4. Earl of Enniskillen (1845–1924)
- John Cole, 5. Earl of Enniskillen (1876–1963)
- David Cole, 6. Earl of Enniskillen (1918–1989)
- Andrew Cole, 7. Earl of Enniskillen (* 1942)

Voraussichtlicher Titelerbe (Heir Presumptive) ist der Cousin des aktuellen Titelinhabers Berkeley Arthur Cole (* 1949).